# ابراهیم سهایی
ابراهیم سُهایی مالکی (؟ - ۱۶۶۹م) (نسب: ابراهیم بن محمد بن عبدالرحمان) فقیه مالکی، قرائت‌شاس، محدث مصری در سدهٔ یازدهم هجری/ هفدهم میلادی بود که بیشتر برای برجستگی در علم قرائت شهرت دارد. نسبتش به سوها در اخمیم بوده است. از آثارش: إیقاظ الوسنان فی معاملة الرحمن، الدرر المنثورة، رسالة فی القراآت، فتح القدیر بترتیب الجامع الصغیر.